# Oskari Paldanius
Oskari Paldanius (* 11. Juni 2007) ist ein finnischer Tennisspieler. Er gewann 2025 die Juniorenausgabe der French Open.

## Karriere
Paldanius spielt seit 2020 auf der ITF Junior Tour, wo er noch bis Ende 2025 spielberechtigt ist. Dort nahm er dreimal an Grand-Slam-Turnieren teil. Im Einzel gelang ihm mit dem Erreichen des Halbfinals 2025 bei den Australian Open sein größter Erfolg, während er im Doppel mit seinem Partner Alan Ważny aus Polen die Doppelkonkurrenz der French Open 2025 gewann. Sie gaben im Turnierverlauf nur einen Satz ab. Weitere neun Einzel- und fünf Doppeltitel entschied er für sich. In der Junioren-Rangliste erreichte er mit Platz 4 seine höchste Notierung.
Bei den Profis spielte Paldanius 2023 sein erstes Turnier. Auf der ITF Future Tour erreichte er im Einzel bereits ein Endspiel und gewann im Doppel zwei Titel, wodurch er in die Top 1000 der Tennisweltrangliste einzog.
Einmal wurde Paldanius für die finnische Davis-Cup-Mannschaft nominiert, kam dort aber noch zu keinem Einsatz.